# Dassault Falcon 200
Dimensions
Le Falcon 200 de Dassault Aviation est un avion d'affaires de la gamme Dassault Mystère 20. Il est une évolution du Mystère 20 avec une motorisation et un emport de carburant supérieurs et a en conséquence une plus grande autonomie.
Le premier vol a eu lieu le 30 avril 1980.

## Versions

### Falcon 200Gardian
Le Falcon 200 Gardian est une version de surveillance maritime de l'aviation navale. Cinq exemplaires ont été construits. Il assure outre-mer la surveillance des approches maritimes et contribue au sauvetage en mer. Son retrait initialement prévu en 2015 a été repoussé à une date au-delà de 2020. Il est annoncé en juin 2019 qu'ils seront remplacés par des Dassault Falcon 2000 Albatros livrables à partir de 2023. En décembre 2024, leur retrait est reporté à 2026 suite au retard du programme annonçant en 2024 une entrée en service a partir de 2025.

#### Incident
- Le 11 février 2006, un Gardian immatriculé T 72 de la flottille 25F au décollage de la base aérienne 190 Tahiti-Faa'a est victime d'une fuite de kérosène. L'appareil atterrit sans encombre sur l'aéroport de départ[5].